# آلترا

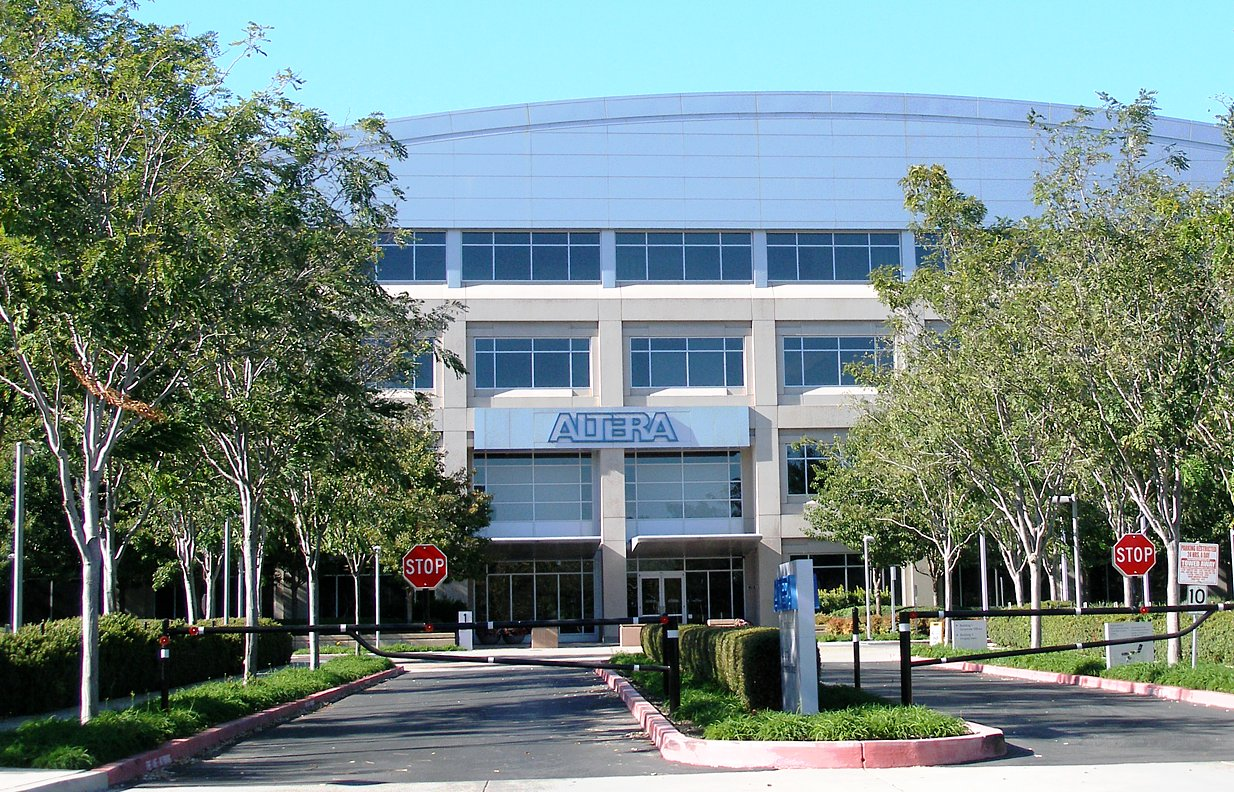
دفتر مرکزی آلترا در سن خوزه

آلترا (به انگلیسی: Altera) (نزدک : ALTR) سازنده تجهیزات سیلیکونی PLD (تجهیزات منطقی برنامه پذیر) است. این شرکت اولین PLD را در سال ۱۹۸۴ میلادی اختراع کرد.
دفتر مرکزی این شرکت در شهر سان‌خوزه٬ کالیفرنیا در ایالت کالیفرنیا ایالات متحده آمریکا می‌باشد . مهم‌ترین محصولات این شرکت اف‌پی‌جی‌ای، مدارهای مجتمع با کاربرد خاص و سی پی ال دی می‌باشد .
تعداد کارمندان این شرکت در دسامبر ۲۰۰۹ میلادی ۲۵۵۱ نفر بوده‌است.
مهمترین رقیب این شرکت، زایلینکس پدیدآورنده اف‌پی‌جی‌ای می‌باشد .

## پیوند مرتبط
زایلینکس